# Adalberto di Praga
Adalberto (in polacco Wojciech, in ceco Vojtěch, in tedesco Adalbert; Libice, 956 circa – Tenkitten, 23 aprile 997) è stato il secondo vescovo di Praga, alla fine del X secolo, ed è venerato come santo dalla Chiesa cattolica, che lo considera patrono di Boemia, Polonia, Ungheria e Prussia.
Fratellastro di Gaudenzio, fu ucciso mentre tentava di convertire le tribù baltiche della Prussia al Cristianesimo. La memoria liturgica è celebrata il 23 aprile.

## Biografia
Adalberto, membro della famiglia ducale degli Slavnikovci, nacque a Libice, nell'attuale Boemia da una famiglia che vantava un ducato indipendente nella parte orientale dell’attuale Boemia, divenne nel 983 vescovo di Praga dopo gli studi a Magdeburgo. Dopo l'ordinazione al sacerdozio venne inviato a Praga e posto al servizio del vescovo Titmaro, cui successe nella cattedra vescovile dopo la sua tragica morte. Nonostante l'impegno profuso per la cristianizzazione e la moralizzazione dei costumi degli abitanti della città, i modesti risultati raggiunti lo indussero a lasciare Praga una prima volta e a rifugiarsi a Roma, nel monastero benedettino dedicato ai santi Bonifacio ed Alessio sul colle Aventino.
Egli dovette andarsene anche perché era in contrasto con il duca Boleslao II di Boemia a causa della sua famiglia, rivale dei Přemyslidi per il controllo della zona boema, questi appoggiò il malcontento popolare dovuto all'introduzione dei monaci benedettini nel paese, che fondarono il primo monastero del paese a Brevnov.
Ritornò a Praga nel 992, sempre come vescovo della città, dedicandosi con intensità alla fondazione di monasteri e all'evangelizzazione delle popolazioni locali e di Ungheria in gran parte ancora pagane. Compì numerosi viaggi e la tradizione gli ha attribuito il battesimo di re Géza d'Ungheria e di suo figlio Stefano I.
Nel 995 Boleslao, attraverso la decimazione della famiglia di Adalberto, riuscì a completare la conquista della Boemia e venne nuovamente costretto a fuggire da Praga per una sommossa dei nobili e a accompagnò Ottone III nel suo Romzug, residendo poi a Roma sull'Aventino, sotto la protezione dell'amico imperatore Ottone III.
Qui maturò il progetto di evangelizzare le terre ancora pagane dei Prussi, essendo impossibilitato a tornare nella propria diocesi, e, dopo un viaggio-pellegrinaggio sulle tombe dei grandi santi del passato, nel dicembre 996, assieme al fratello Gaudenzio e ad un giovane monaco, andò verso la Vistola in terra pagana. Qui il santo e i suoi due compagni vennero arrestati il 17 aprile 997 ed espulsi, con la minaccia di morte se fossero ritornati.
Pochi giorni dopo Adalberto, Gaudenzio ed il monaco che li accompagnava furono nuovamente sorpresi nel territorio pagano e subirono un attacco a colpi di lancia all'alba del 23 aprile 997 nel quale Adalberto venne ucciso.

## Culto
Il duca polacco Boleslao I riscattò la salma a peso d'oro e la fece trasportare nella cattedrale di Gniezno. La traslazione viene ricordata dalla Chiesa polacca il 20 ottobre. La canonizzazione vox populi del martire avvenne nell'anno 999, sotto il pontificato di papa Silvestro II.
Il santo martire è anche patrono della cittadina friulana di Cormons.
Il millenario del martirio è stato celebrato con grande solennità il 23 aprile 1997; Germania, Polonia, Repubblica ceca, Ungheria e Vaticano hanno celebrato l'avvenimento anche con un'emissione congiunta di francobolli.

## Genealogia episcopale
La genealogia episcopale è:
- Arcivescovo Villigiso di Magonza
- Vescovo Adalberto di Praga

## Galleria d'immagini

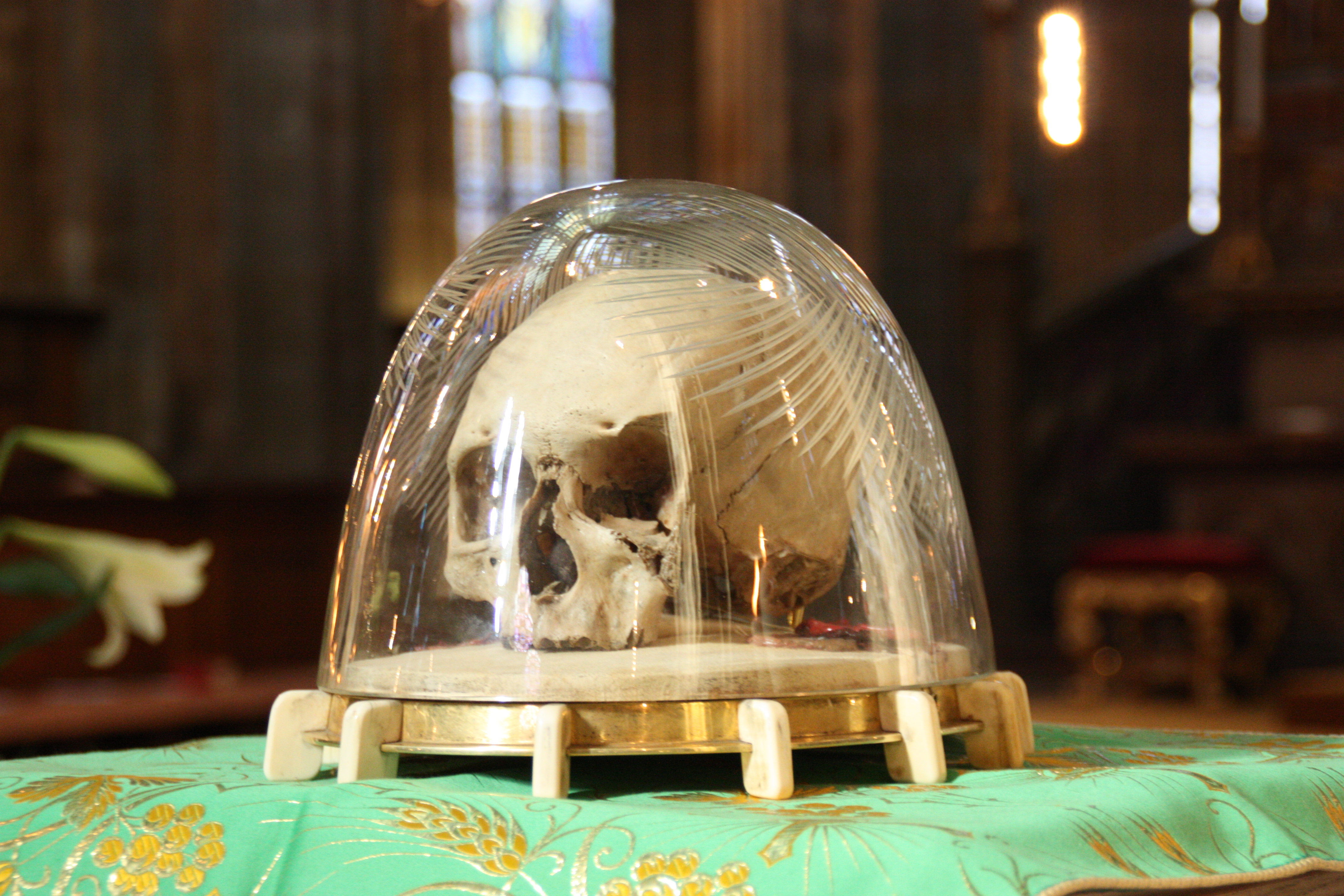
Una reliquia del santo.
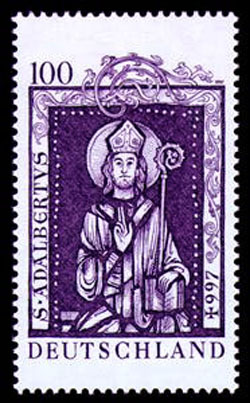
Francobollo delle poste tedesche dedicato al santo.
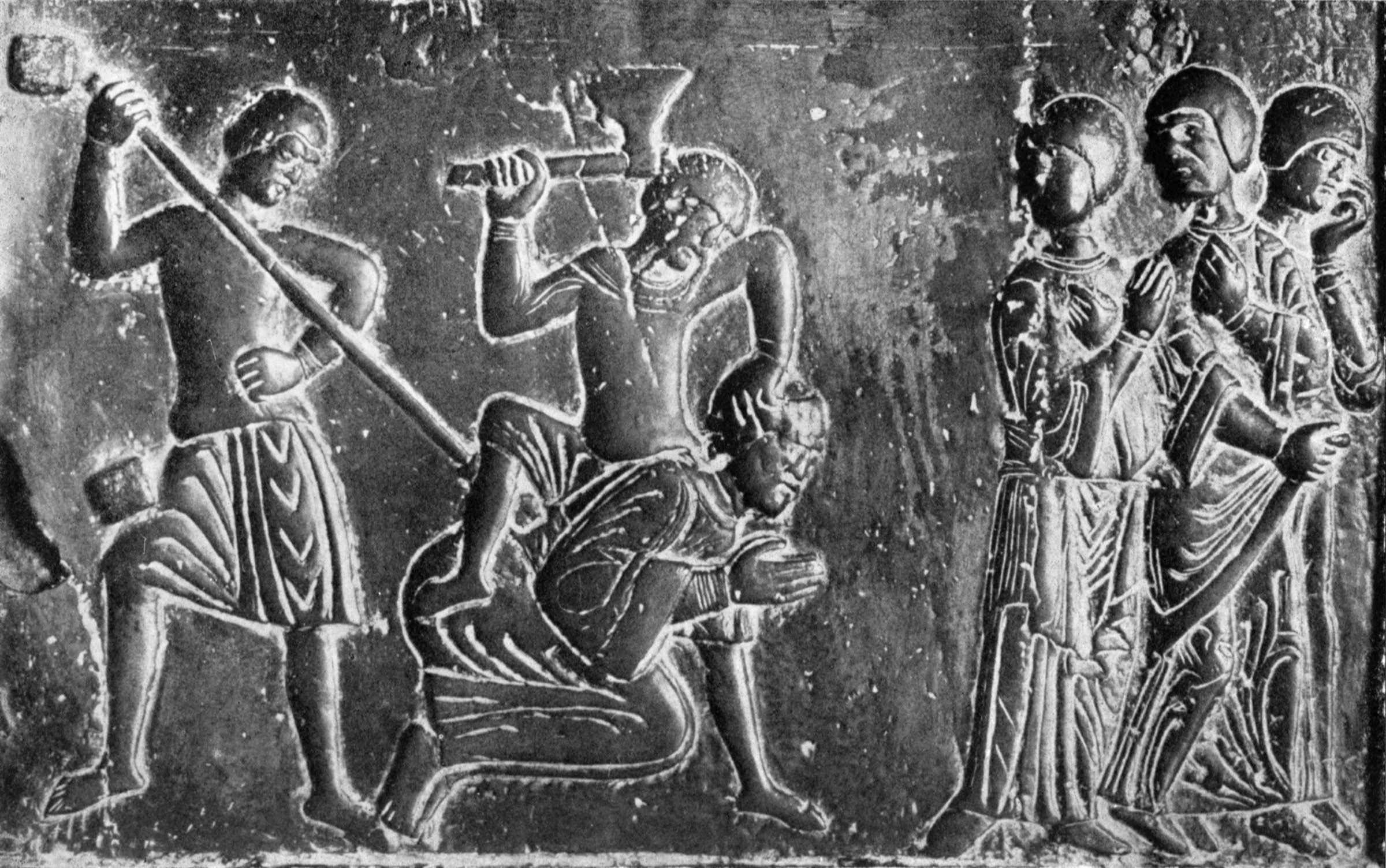
Adalberto ucciso dai Prussiani, particolare della porta bronzea della cattedrale di Gniezno.